# Trunk Bay
Trunk Bay is een witzandstrand in het noorden van het eiland Saint John in de Amerikaanse Maagdeneilanden. Het bevindt zich ongeveer 4 km ten noordoosten van de hoofdplaats Cruz Bay, en heeft een lengte van ongeveer een halve kilometer. Het strand is onderdeel van het Virgin Islands National Park en heeft betaalde toegang.

## Overzicht
Trunk Bay is vernoemd naar de lederschildpad die lokaal trunk wordt genoemd. De lederschildpadden komen nog maar weinig voor op het eiland, maar in 2022 werd het eiland door acht schildpadden bezocht. In de baai bevinden zich kleine eilanden die Trunk Cay worden genoemd.
Trunk Bay heeft rustig water en is een van de weinige stranden op het eiland met badmeester. Er zijn veel voorzieningen op het strand. Als de cruiseschepen aankomen op Saint John kan het druk zijn op het strand. Het strand biedt de mogelijkheid tot snorkelen en er is een snorkelpad van 200 meter aangelegd door de koraalriffen, maar door de vernielingen van orkaan Irma in 2017 is het minder mooi, en is er mooier koraal aan de rand van het strand.

## Galerij

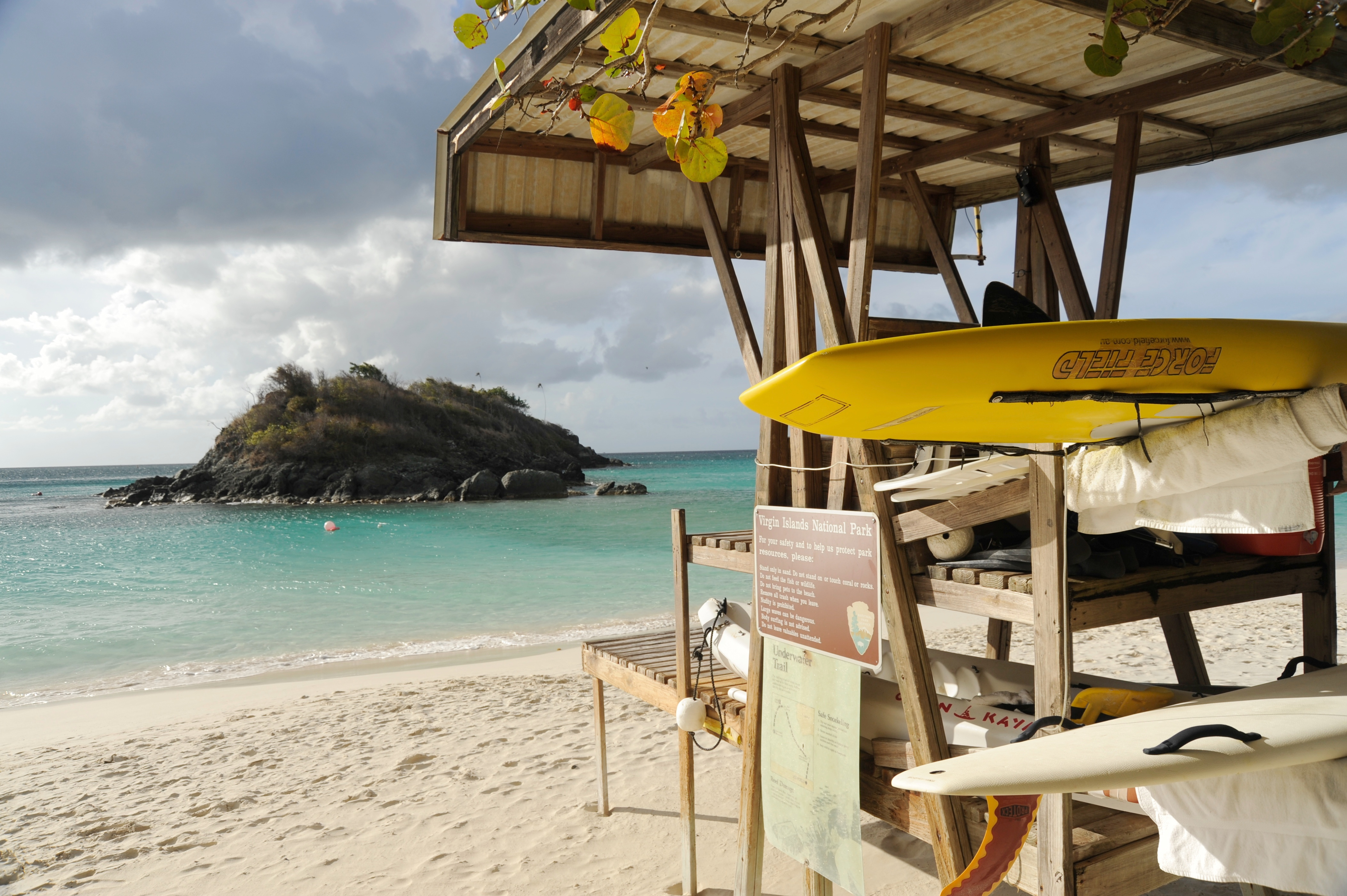
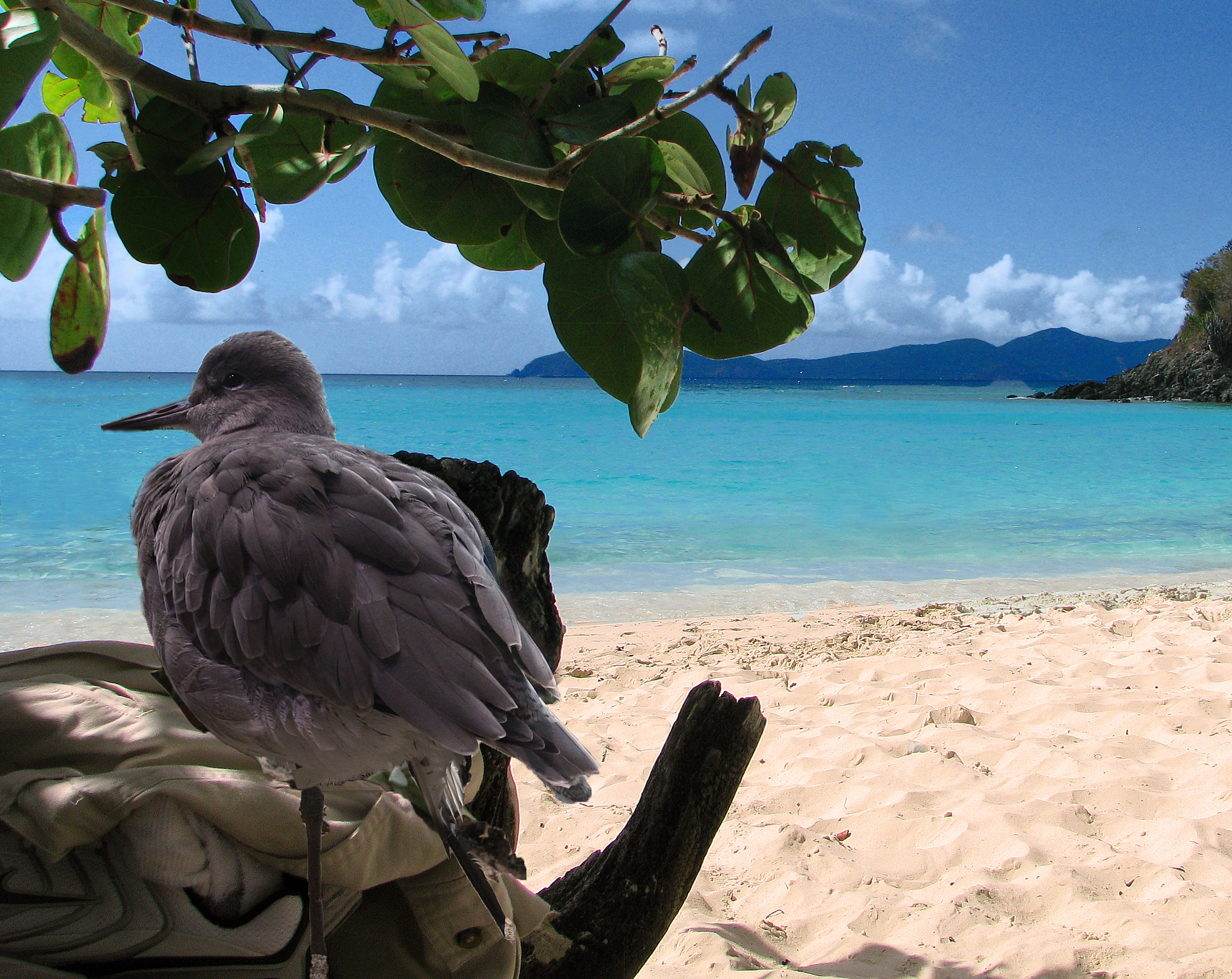
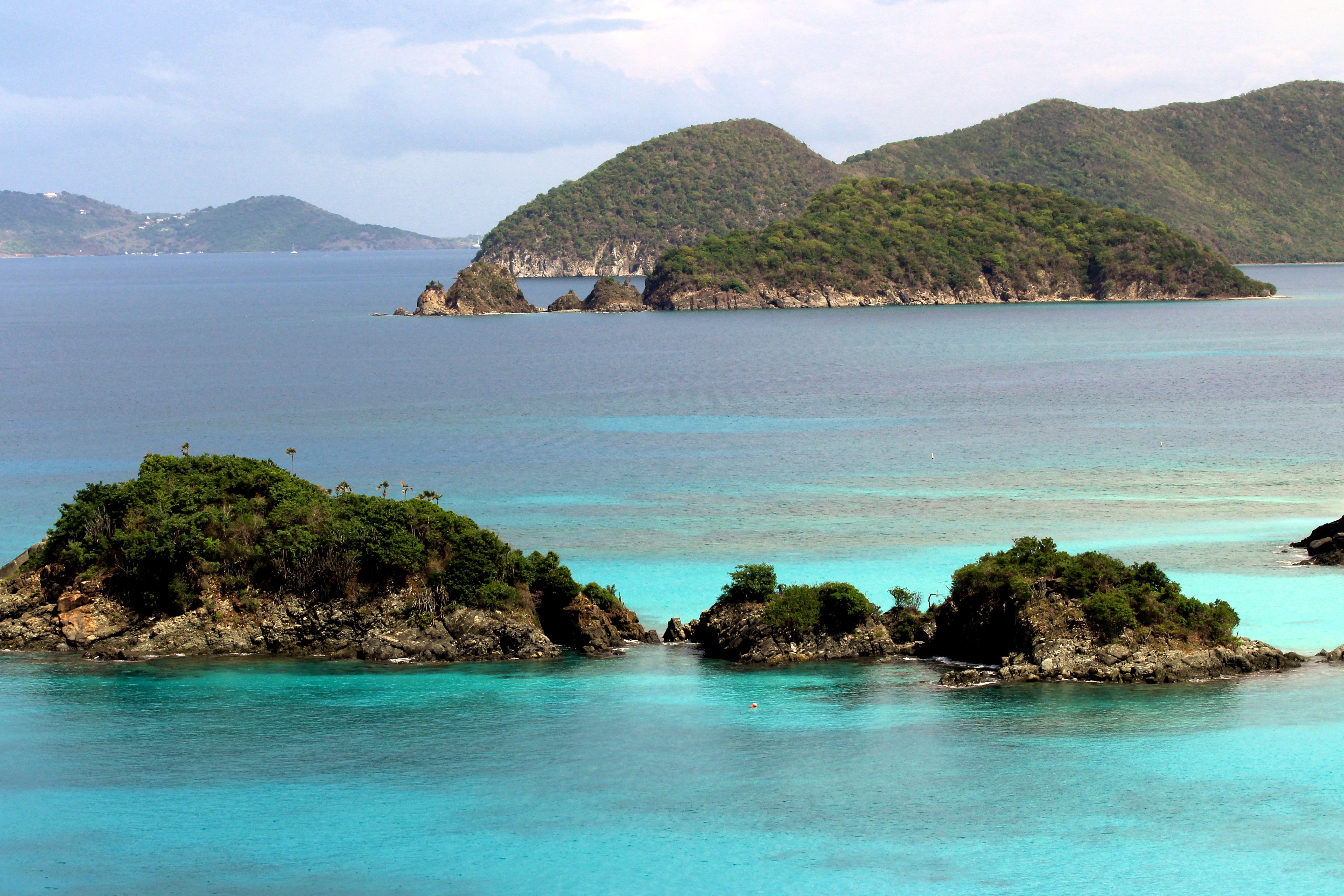
Eilanden in de baai
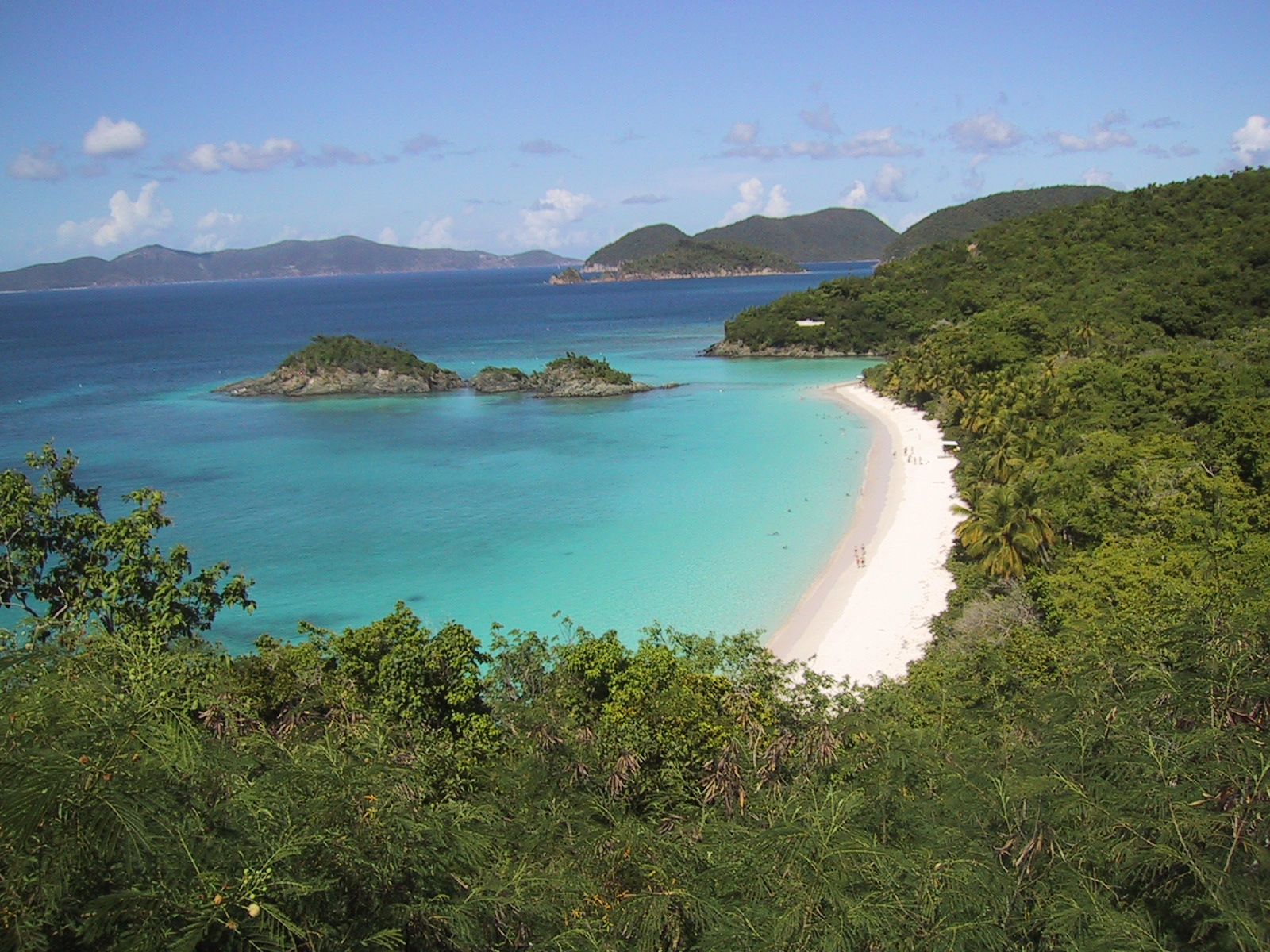
Trunk Bay gezien vanaf de heuvel